# Río Izarilla
Río Izarilla är ett vattendrag i Spanien. Det ligger i den norra delen av landet, 290 km norr om huvudstaden Madrid.